# Волковский сельский совет (Харьковская область)
Волковский сельский совет — входит в состав Кегичевского района Харьковской области Украины.
Административный центр сельского совета находится в селе Волковка.

## История
- 1991 — дата образования.

## Населённые пункты совета
- село Волковка
- село Серго